# Veduta degli Alyscamps
Veduta degli Alyscamps è un dipinto ad olio su tela realizzato di Paul Gauguin ad Arles nel 1888, durante il periodo di convivenza con Vincent van Gogh.

## Descrizione
Si tratta di un paesaggio con tre persone che camminano costeggiando il canale. Dietro agli alberi si intravede un motivo storico: la necropoli romana di Arles consacrata nel III secolo da Saint Trophime (primo vescovo di Arles). Tuttavia, nel diciannovesimo secolo non rimase nulla, ed i sarcofagi erano rimasti vuoti. Tutto ciò conferisce al luogo un'aria malinconica. Gauguin, però, si limitò soltanto a far emergere la torre e la cupola dell'edificio, ponendo maggiore attenzione al paesaggio circostante e alle sue sfumature tradotte sulla tela attraverso pennellate a tratti regolari, già impiegata nei paesaggi a Pont Aven che richiama quella di Paul Cézanne.
L'arancio del fogliame degli alberi che si sposa con dei verdi scuri richiama l'atmosfera autunnale. Infatti, il periodo di convivenza tra Vincent Van Gogh e Paul Gauguin durò solo poche settimane, dall'ottobre al 24 dicembre del 1888, giorno durante il quale avvenne la rottura definitiva tra i due, con il taglio dell'orecchio di Van Gogh.